# Marla Streb
Marla Streb (ur. 24 czerwca 1965 w Los Osos) – amerykańska kolarka górska, brązowa medalistka mistrzostw świata.

## Kariera
Największy sukces w karierze Marla Streb osiągnęła w 2000 roku, kiedy zdobyła brązowy medal w downhillu podczas mistrzostw świata w Sierra Nevada. W zawodach tych wyprzedziły ją jedynie Francuzka Anne-Caroline Chausson oraz Katja Repo z Finlandii. Był to jedyny medal wywalczony przez Streb na międzynarodowej imprezie tej rangi.  Nigdy nie wystąpiła na igrzyskach olimpijskich.